# 卡勒 (希腊神话)
卡勒（希臘語：Καλη，字面意思是“美丽的(Beauty)”；拉丁語：Kale, Cale；又译作卡蕾）是希腊神话中的美惠三女神之一，为美色女神。她等同于荷马笔下的卡里斯和赫西奥德笔下的阿格莱亚。以她的名字命名的小行星是木卫三十七（Kale）。
卡勒出现在荷马笔下的叙事史诗《伊利亚特》中，她是天父宙斯的女儿，赫淮斯托斯之妻，卡里斯（Charis, Kharis）或卡勒伊斯（Calleis, Kalleis）是她的别名。
索司特拉图斯（Sostratus）提到的美惠三女神是帕西忒亚（Pasithea）、卡勒（Kale）以及欧佛洛绪涅（Euphrosyne），她们都是宙斯的女儿。其中有一个传说，讲述爱神阿佛洛狄忒和美惠三女神争论她们当中谁是最美丽的女神，她们让盲人先知特伊西亚斯（Tiresias）来当裁判，当特伊西亚斯宣判卡勒最美时，愤怒的阿佛洛狄忒将特伊西亚斯变成了一个老女人。作为补偿，卡勒赐予了特伊西亚斯一头秀发，并将他带到了克里特岛（Crete）。特伊西亚斯是个盲人，他选择卡勒最美的理由是因为卡勒是美丽和优雅的象征。